# Orwells Liste
Im März 1949, kurz vor seinem Tod, bereitete George Orwell (* 25. Juni 1903; † 21. Januar 1950) für eine Bekannte im Information Research Department (IRD), der halbgeheimen Propaganda-Sonderabteilung des Britischen Außenministeriums, eine Liste mit Einschätzungen zu 38 Schriftstellern und Künstlern vor, die vermutlich in sozialistischen oder kommunistischen Kreisen verkehrten. Orwell sollte seine Meinung darüber abgeben, inwiefern Vermutungen über prokommunistische Tendenzen oder fehlende Distanz zum Stalinismus zutreffend seien. Die Liste gab er im Mai 1949 ab.
Dem bereits 1943 vorangegangen war Carl Zuckmayers Geheimreport für das US-Office of Strategic Services über erfolgreiche Literaten des „Dritten Reiches“ anhand von 150 exemplarischen Lebensläufen.

## Hintergrund
1945 lernte Orwell Celia Kirwan (Celia Goodman) kennen. Er machte ihr einen Heiratsantrag, den sie ablehnte, doch eine beidseitige Freundschaft blieb bis zu Orwells Tod 1950 bestehen. Goodman wurde 1948 Assistentin von Robert Conquest in London, einem Mitarbeiter des IRD. Das Information Research Department war von Außenminister Ernest Bevin gegründet worden für die Bekämpfung kommunistischer Infiltration.
Orwell litt bis zu seinem Tod an Tuberkulose. Celia bat ihn vermutlich während eines Besuchs bei Orwell im Krankenhaus um diese Liste.

## Inhalt
Seine Notizen basierten laut Orwell auf einem seit den 1940ern privat geführtem Notizbuch über mögliche „Cryptos“, „F. T.“ (Abk. für „fellow travellers“), Mitglieder der Kommunistischen Partei Großbritanniens, Agenten und sentimentale Sympathisanten. Das Notizbuch, das heute im Orwell-Archiv des University College London aufbewahrt wird, enthält insgesamt 135 Namen, darunter auch US-amerikanische Schriftsteller und Politiker. Zehn Namen wurden durchgestrichen, entweder weil die betreffende Person bereits verstorben war oder weil Orwell entschieden hatte, dass es sich weder um Krypto-Kommunisten noch um Mitläufer handelte. Die genannten Personen waren eine bunte Mischung: „Einige waren berühmt, andere obskur, einige kannte er persönlich, andere nicht“. Orwell kommentierte dies 1947 im New Leader wie folgt:
„Das Wichtigste, was man mit diesen Leuten tun muss – und das ist äußerst schwierig, da man nur Indizien hat – ist, sie auszusortieren und festzustellen, wer von ihnen ehrlich ist und wer nicht. Es gibt zum Beispiel eine ganze Gruppe von Abgeordneten im britischen Parlament (Pritt, Zilliacus usw.), die gemeinhin als „die Kryptos" bezeichnet werden. Sie haben zweifellos viel Unheil angerichtet, vor allem indem sie die öffentliche Meinung über den Charakter der Marionettenregime in Osteuropa verwirrten; man sollte jedoch nicht vorschnell annehmen, dass sie alle dieselbe Meinung vertreten. Wahrscheinlich sind einige von ihnen von nichts Schlimmerem als Dummheit getrieben."
Orwell war auch ehemaliger Kolonialpolizist in Birma, und nach Timothy Garton Ash erstellte er gerne Listen: In einem „Londoner Brief“ an die Partisan Review schrieb er 1942: „Ich glaube, ich könnte zumindest eine vorläufige Liste der Leute erstellen, die auf die Seite der Nazis überwechseln würden, wenn die Deutschen England besetzen“. Er bat Richard Rees, mit welchem er die Liste besprach, das Notizbuch Anfang 1949 von Orwells ehemaligem Wohnsitz auf der schottischen Insel Jura zu holen und dankte ihm in einem Brief vom 17. April.
Von seiner gesamten Liste wählte Orwell 38 Namen aus, welche er an Celia Kirwan und somit den IRD weiterleitete. Einer von Orwells Biographen, Bernard Crick, ist der Meinung, dass die Liste 86 Namen enthielt, wobei die weiteren von Arthur Koestler, einem Verwandten von Celia Kirwan, stammen.

## Liste aufgeführter Personen
Verschiedene Quellen sprechen meist von 35 bis 38 auf der Liste auftauchenden Personen, insgesamt aus verschiedenen Quellen zusammengetragen werden hier nun 55 Personen aufgelistet.

### Schriftsteller und Journalisten
- "Aldred", Romanautor (unbekannter Vorname, vermutlich Guy Aldred)[9]
- John Anderson, Journalist, Industriekorrespondent für The Manchester Guardian[9]
- John Beavan, Herausgeber[9]
- Arthur Calder-Marshall, Schriftsteller[9]
- Edward H. Carr, Historiker[10]
- Isaac Deutscher, ehemaliger trotzkistischer Schriftsteller, Korrespondent für The Economist und The Observer (1942–1947)[3]
- Cedric Dover, Journalist[9]
- Walter Duranty, New York Times Moscow Korrespondent[3]
- Douglas Goldring, Romanautor[9]
- "Major Hooper" (Arthur Sanderson Hooper), Schriftsteller für Militärgeschichte[9]
- Alaric Jacob, Moskauer Korrespondent für den Daily Express während des Zweiten Weltkriegs[3]
- Marjorie Kohn, Journalistin[9]
- Stefan Litauer, Journalist[9]
- Norman Ian MacKenzie, stellv. Herausgeber des New Statesman[11]
- Kingsley Martin, Herausgeber des New Statesman[3]
- Hugh MacDiarmid, Dichter und schottischer Nationalist[9]
- Naomi Mitchison, Romanautorin[3]
- Nicholas Moore, Dichter[9]
- Iris Morley, Moskauer Korrespondentin für The Observer während des Zweiten Weltkriegs[9]
- R. Neumann, Romanautor[9]
- George Padmore, trinidadischer Journalist und antiimperialistischer Aktivist[3]
- Ralph Parker, Journalist, News Chronicle[9]
- John B. Priestley, Romanautor und Dramatiker[3]
- Peter Smollett, Journalist des Daily Express, der später als sowjetischer Agent Smolka identifiziert wurde, der von Kim Philby rekrutiert worden war. Smollett leitete die russische Abteilung des britischen Informationsministeriums (MOI) und hatte die Veröffentlichung von Orwells Sowjetparabel Animal Farm gestoppt.[11]
- Margaret Stewart, Tribune Industrie-/Gewerkschaftskorrespondentin[11]
- Alexander Werth, Journalist und Historiker[9]
- Joseph Macleod, Schriftsteller und Theaterregisseur[9]

### Akademiker und Wissenschaftler
- Patrick Blackett, Physiker[10]
- Gordon Childe, Archäologe[10]
- John Macmurray, Philosoph[10]
- Tibor Mende, Analyst für auswärtige Angelegenheiten[9]
- J. G. Crowther, The Guardians erster wissenschaftlicher Korrespondent[10]

### Schauspieler
- Charlie Chaplin[3]
- Michael Redgrave[3]

### Labour Abgeordnete
- Bessie Braddock
- Tom Driberg
- Michael Foot[6]
- John Platts-Mills
- Stephen Swingler[12]

### Sonstige
- Peadar O’Donnell, irischer Sozialist[9]
- Leonard Schiff, Geistlicher[9]
- Edgar Young, Militäroffizier[11]

### Weitere
Folgende Personen tauchten zwar nicht auf der Liste des IRD, aber auf Orwells Liste auf:
- Alex Comfort, pazifistischer Schriftsteller[13]
- Nancy Cunard, Erbin und linke Aktivistin[14]
- Katharine Hepburn, Schauspielerin
- Harold Laski, Ökonom
- Cecil Day-Lewis, Dichter[14]
- Alan Nunn May, Wissenschaftler[13]
- Seán O’Casey, Dramatiker[14]
- George Bernard Shaw, Dramatiker[14]
- John Steinbeck, Romanautor[14]
- Randall Swingler, Dichter[15]
- Alan J. P. Taylor, Historiker[16]
- Orson Welles, Filmregisseur[14]
- Solly Zuckerman, Wissenschaftler[14]

## Rezeption
Die britische Presse wusste schon vor der Veröffentlichung von der Liste. 1996 publizierte The Independent den Artikel „Orwell's little list leaves the left gasping for more“ (zu deutsch „Orwells kleine Liste lässt die Linke nach mehr lechzen“), 1998 titelte The Daily Telegraph „Socialist Icon Who Became an Informer“ (zu deutsch „Sozialistische Ikone wurde zum Spitzel“).
Michael Foot, damaliger Freund von Orwell und ehemaliger Vorsitzende der Labour Party, war „erstaunt“ über die Veröffentlichung, während Richard Gott, ehemaliger Literaturredakteur bei The Guardian, es nur als „kleine Überraschung“ bezeichnete.
Der Journalist und Aktivist Norman MacKenzie, der auf der Liste stand, bemerkte: „Tuberkulöse Menschen können zum Ende hin oft sehr seltsam werden. Ich bin ein Orwell-Mann, ich stimmte mit ihm in Bezug auf die Sowjetunion überein, aber ich glaube, er wurde teilweise ga-ga. Er ließ sich von seiner Abneigung gegen die Leute vom New Statesman leiten, die er als linke, dilettantische, sentimentale Sozialisten ansah, die die Volksfront in Spanien deckten“, nachdem sie kommunistisch kontrolliert wurde.
Bernard Crick rechtfertigte, dass Orwell der Nachkriegs-Labour-Regierung helfen wollte. „Er tat es, weil er die Kommunistische Partei für eine totalitäre Bedrohung hielt“, sagte er. „Er prangerte diese Leute nicht als Subversive an. Er prangerte sie als ungeeignet für eine Spionageabwehroperation an“.
Der Journalist und Schriftsteller Alexander Cockburn übte scharfe Kritik an Orwells Vorgehen und bezeichnete das Notizbuch als „Spitzel-Liste“. Cockburn griff Orwells Beschreibung von Paul Robeson als „anti-weiß“ an und wies darauf hin, dass Robeson sich für die walisischen Bergarbeiter eingesetzt habe. Cockburn sagte auch, dass die Liste Orwell als Fanatiker entlarve: „Es scheint ein allgemeines Einverständnis von Orwells Fans, links und rechts, zu geben, über Orwells Verdächtigungen von Juden, Homosexuellen und Schwarzen sanft hinwegzugehen“.
Professor Peter Davison, Herausgeber von Orwells Gesamtwerken, sagte, dass diejenigen, die behaupteten, auf der Liste gestanden zu haben, es aber nicht waren, wirklich enttäuscht sein würden.
Der Historiker John Newsinger hielt dies für „einen schrecklichen Fehler seinerseits, der gleichermaßen auf seine Feindseligkeit gegenüber dem Stalinismus und seine Illusionen in die Labour-Regierung zurückzuführen sei. Es handele sich jedoch keineswegs um eine Aufgabe der sozialistischen Sache oder um eine Umwandlung in einen Fußsoldaten des Kalten Krieges. In der Tat hat Orwell bei mehreren Gelegenheiten deutlich gemacht, dass er gegen jeden britischen McCarthyismus, gegen Verbote und Verbote von Mitgliedern der Kommunistischen Partei (die dies gewiss nicht erwidert haben) und gegen jeden Gedanken an einen Präventivkrieg ist. Hätte er lange genug gelebt, um zu erkennen, worum es dem IRD tatsächlich ging, hätte er zweifellos mit ihm gebrochen.“
Der Journalist Neal Ascherson kritisierte Orwells Entscheidung, die Informationen an das IRD weiterzugeben, mit den Worten: „Es ist ein Unterschied, ob man entschlossen ist, die Dummheit des Stalinismus und das Ausmaß der Säuberungen aufzudecken, oder ob man sich darauf stürzt, Leute zu denunzieren, die man kennt“. Der Journalist und Aktivist Paul Foot sagte, dass die Enthüllungen Orwells Ruf als großer Schriftsteller nicht schmälern würden: „Ich bin ein großer Bewunderer Orwells, aber wir müssen akzeptieren, dass er gegen Ende seines Lebens eine McCarthy-Position eingenommen hat“.
Celia Kirwan (Celia Goodman) sagte 2003, er habe das zu Recht getan, denn „das Einzige, was ihnen passieren würde, wäre, dass man sie nicht bittet, für das Information Research Department zu schreiben“.